# اللواء المختلط الثاني المستقل (الجيش الإمبراطوري الياباني)
كان اللواء المختلط الثاني المستقل (独立混成第２旅団) أو اللواء المختلط الثاني لواءً تابعاً للجيش الإمبراطوري الياباني، تشكل في 10 فبراير 1938م، من خمس كتائب ملحقة فعلياً بجيش حامية منغوليا، من الفرقة 109 (التشكيل الأول).